# Ін'єктивний метричний простір
Ін'єктивний метричний простір — метричний простір з певними властивостями, що узагальнює властивості дійсної прямої та метрику {\displaystyle L^{\infty }} у векторних просторах вищої розмірності.

## Визначення
Повний геодезичний метричний простір {\displaystyle X} називається ін'єктивним, якщо довільне сімейство куль у {\displaystyle X} має спільну точку, якщо будь-які дві кулі в цьому сімействі перетинаються.

## Приклади
- Дійсна пряма, а також будь-який замкнутий інтервал.
- Простір функцій на будь-якому просторі зі sup-нормою.
- Будь-яке метричне дерево.

## Властивості
- В ін'єктивному просторі радіус будь-якої множини дорівнює половині її діаметра.
  - Таким чином, ін'єктивні простори задовольняють найсильнішій формі теореми Юнга .
- Ін'єктивний простір є повним.
- Будь-яке коротке відображення ін'єктивного простору скінченного діаметра в себе фіксує точку.
- Метричний простір є ін'єктивним тоді й лише тоді, коли він є ін'єктивним об'єктом у категорії метричних просторів та коротких відображень відносно екстремальних мономорфізмів.
  - Інакше кажучи, простір {\displaystyle X} є ін'єктивним, якщо для будь-якого короткого відображення {\displaystyle f\colon A\to X} та ізометричного вкладення {\displaystyle \phi \colon A\to B} існує коротке відображення {\displaystyle g\colon B\to X} таке, що {\displaystyle f=g\circ \phi }.
- Будь-який метричний простір вкладається в так звану ін'єктивну оболонку — мінімальний ін'єктивний простір, що містить початковий. (Ін'єктивна оболонка аналогічна опуклій оболонці.)
  - Ін'єктивна оболонка даного метричного простору визначається однозначно з точністю до ізометрії, що комутує зі вкладенням.